# Бітелево (Тверська область)
Бітелево (рос. Бителево) — присілок в Калязінському районі Тверської області Російської Федерації.
Населення становить 47 осіб. Входить до складу муніципального утворення Нерльське сільське поселення.

## Історія
Від 2005 року входило до складу муніципального утворення Нерльське сільське поселення.

## Населення
| 2002 | 2008 | 2010 |
| ---- | ---- | ---- |
| 76   | ↗84  | ↘47  |